# Gösta Kuylenstierna
Gustaf (Gösta) Wilhelm Georg Kuylenstierna, född 29 mars 1876 i Råda församling, Skaraborgs län, död 6 oktober 1961 i Farsta, var en svensk jägmästare och generaldirektör. 

## Biografi
Kuylenstierna avlade jägmästarexamen 1898 och var revirförvaltare i Karlsby revir 1907–1914. Åren 1914–1921 var han disponent för Ramnäs Bruk AB och 1921–1928 för Ferna bruks AB.
Han var generaldirektör och chef för Domänstyrelsen 1928–1942. Kuylenstierna blev ledamot av Lantbruksakademien 1930 och av Ingenjörsvetenskapsakademien 1934. Han blev kommendör med stora korset av Nordstjärneorden 1938.